# 쓰치자키역
쓰치자키역(일본어: 土崎駅)은 일본 아키타현 아키타시에 위치한 동일본 여객철도 오우 본선의 철도역이다. 단선 · 섬식의 형태를 합친 2면 3선 구조의 복합 승강장을 갖춘 지상역이다. 오이와케 역으로부터 노선 연장되는 오가 선의 열차도 정차하며, 또는 아키타코 역까지 연결하는 오우 본선의 화물 지선도 분기하고 있다.

## 타는 곳
| 1 | ■ 오우 본선 | (하행) | 히가시노시로 · 오다테 · 아오모리 방면 |
| 1 | ■ 오가 선   |        | 오이와케 · 후타다 · 오가 방면         |
| 2 | ■ 오우 본선 |        | (여객 열차로의 사용은 없음)           |
| 3 | ■ 오우 본선 | (상행) | 아키타 방면                           |

## 이용 현황
| 승차 인원 추이 | 승차 인원 추이 |
| 연도           | 1일 평균       |
| -------------- | -------------- |
| 2000           | 2,636          |
| 2001           | 2,515          |
| 2002           | 2,456          |
| 2003           | 2,402          |
| 2004           | 2,372          |
| 2005           | 2,354          |
| 2006           | 2,313          |
| 2007           | 2,260          |
| 2008           | 2,248          |
| 2009           | 2,221          |
| 2010           | 2,248          |
| 2011           | 2,229          |
| 2012           | 2,285          |
| 2013           | 2,316          |

## 역 주변
- 동일본 여객철도 아키타 차량종합센터
- 아키타 시립 쓰치자키 도서관
- 쓰치자키 문화센터
- 쓰치자키 병원
- 아키타 은행 · 호쿠토 은행 · 아키타 신용금고 쓰치자키 지점
- 아키타 해상 보안부
- 쓰치자키 쇼핑센터
- 일본 육상자위대 아키타 주둔지

## 인접 역
| 동일본 여객철도 오우 본선           | 동일본 여객철도 오우 본선 | 동일본 여객철도 오우 본선 |
| ----------------------------------- | ------------------------- | ------------------------- |
| 이즈미소토아사히카와 요코테 방면    | □ 쾌속                    | 오이와케 오다테 방면      |
| 이즈미소토아사히카와 요코테 방면    | ■ 보통                    | 가미이지마 오다테 방면    |
| 동일본 여객철도 오우 본선 화물 지선 |                           |                           |
| 시·종착역                           | 화물 지선                 | 아키타코 아키타코 방면    |